# 11626 Church Stretton
11626 Church Stretton eller 1996 VW2 är en asteroid i huvudbältet som upptäcktes den 8 november 1996 av den brittiske astronomen Stephen P. Laurie i Church Stretton. Den är uppkallad efter den brittiska staden Church Stretton.